# Danny Watts

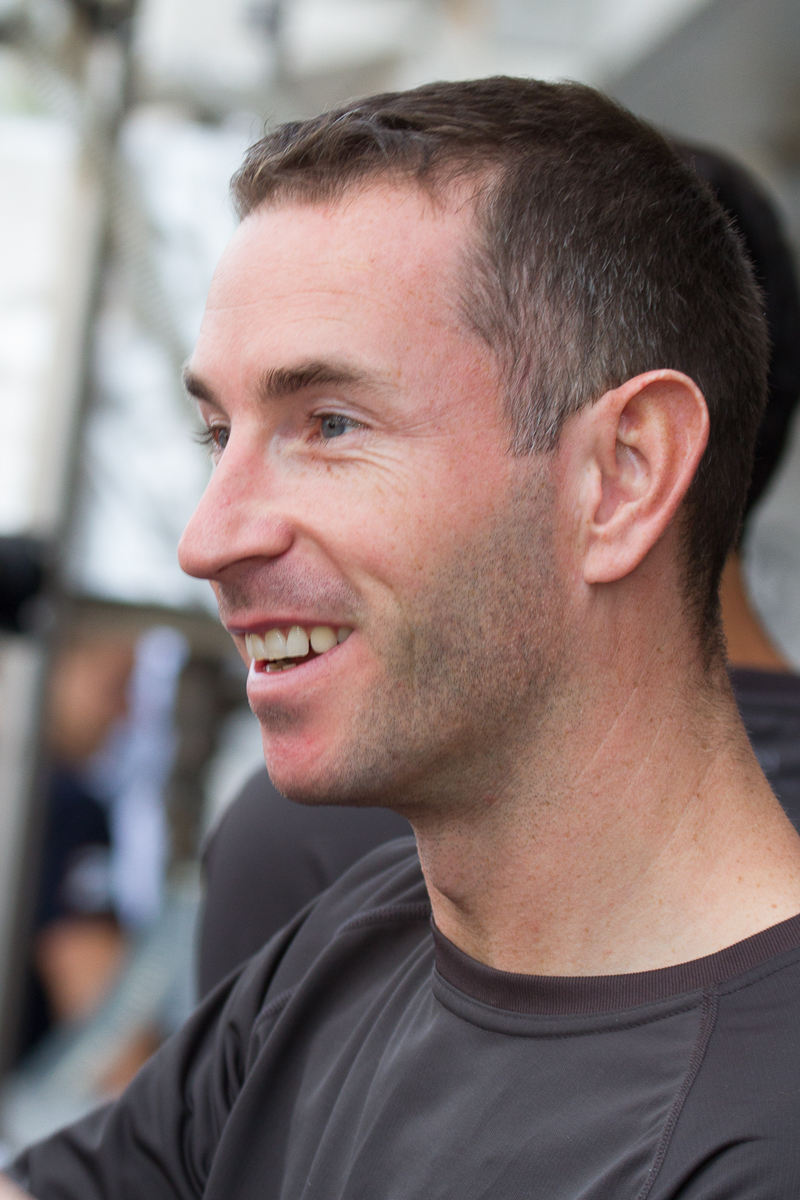
Danny Watts 2012 in Fuji

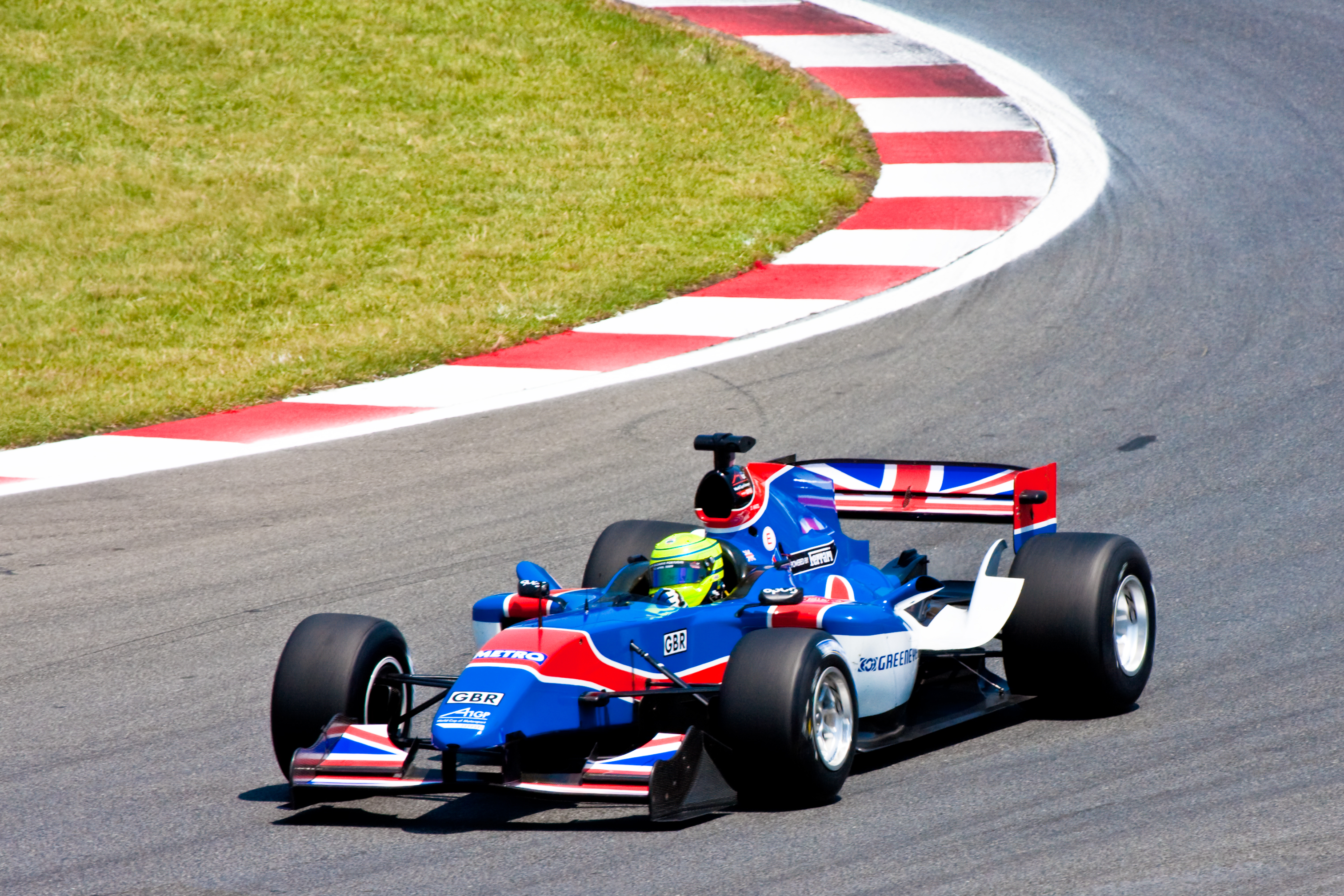
Watts in der A1GP in Südafrika 2009

Daniel Alexander „Danny“ Watts (* 31. Dezember 1979 in Aylesbury, Buckinghamshire) ist ein ehemaliger britischer Rennfahrer.

## Karriere
Watts begann seine Motorsportkarriere 1993 im Kartsport, in dem er bis 1997 aktiv war. 1998 wechselte er in den Formelsport und gewann auf Anhieb den Meistertitel der britischen Formel First. Anschließend nahm er an der Winterserie der Formel Palmer Audi teil und wurde Dritter. 1999 bestritt er die Saison in der Formel Palmer Audi und schloss die Gesamtwertung auf dem 22. Gesamtrang ab. 2000 wechselte er zu Manor Motorsport in die britische Formel Renault. Während sein Teamkollege Kimi Räikkönen dominant den Meistertitel gewann, wurde Watts mit einem Sieg Zehnter im Gesamtklassement. Außerdem trat er im Formel Renault 2.0 Eurocup an und wurde 16. in dieser Meisterschaft. Nachdem Watts 2001 für Falcon Motorsport Dritter in der britischen Formel Renault geworden war, gewann er 2002 für Fortec Motorsport den Meistertitel vor seinem Teamkollegen Jamie Green. Außerdem nahm er in diesem Jahr an je einem Rennen im Formel Renault 2.0 Eurocup und im britischen Porsche Carrera Cup teil.
2003 wechselte Watts zu Hitech Racing in die britische Formel-3-Meisterschaft. Mit einem Sieg schloss er die Meisterschaft auf dem fünften Platz ab. 2004 bestritt er seine zweite Saison in der britischen Formel-3-Meisterschaft für Promatecme. Er entschied erneut ein Rennen für sich und belegte den sechsten Gesamtrang. Außerdem trat er in der japanischen Formel-3-Meisterschaft an und wurde 15. in dieser Serie. 2005 fand Watts kein Cockpit für eine komplette Saison und er startete zu je zwei Rennen in der britischen Formel 3 und der World Series by Renault. In der britischen Formel-3-Meisterschaft erzielte er mit einem zweiten Platz eine Podest-Platzierung. Außerdem nahm er als Gaststarter an einem Rennwochenende der Formel-3-Euroserie teil.
2006 verließ Watts den Formelsport und legte sein Hauptaugenmerk auf den britischen Porsche Carrera Cup, in dem er Dritter wurde. Außerdem nahm er an einem Rennen des Porsche Supercups teil. Darüber hinaus trat er als Gaststarter zu je einem Rennen der britischen Formel 3 und des asiatischen Porsche Carrera Cups an und kam bei beiden Rennen als Erster ins Ziel. 2007 wechselte Watts in die Le Mans Series (LMS) und wurde 19. in der LMGT2-Wertung. Darüber hinaus debütierte er beim 24-Stunden-Rennen von Le Mans und in der American Le Mans Series (ALMS). 2008 nahm Watts hauptsächlich am Porsche Supercup teil und belegte den neunten Gesamtrang. Darüber hinaus startete er bei einem ALMS-Rennen.
Im Winter 2008/2009 kehrte Watts für ein Engagement in der A1GP in den Formelsport zurück. Nach sechs Rennen, bei denen er zweimal Dritter geworden war, wechselte er 2009 erneut in die Le Mans Series. Diese Saison schloss er auf dem 16. Platz in der LMP1-Wertung ab. Außerdem nahm er wieder am 24-Stunden-Rennen von Le Mans teil. 2010 trat Watts in der LMP2-Wertung der Le Mans Series an. Er gewann diese Wertung dreimal und wurde zusammen mit Jonny Kane und Nick Leventis Vizemeister in der LMP2-Wertung. Außerdem gewannen die drei Piloten die LMP2-Wertung beim 24-Stunden-Rennen von Le Mans.

## Privates
Im Februar 2017 outete sich Watts als homosexuell.

## Statistik

### Karrierestationen
| - 1993–1997: Kartsport - 1998: Britische Formel First (Meister) - 1998: Formel Palmer Audi, Winterserie (Platz 3) - 1999: Formel Palmer Audi (Platz 22) - 2000: Britische Formel Renault (Platz 10) - 2000: Formel Renault 2.0 Eurocup (Platz 16) - 2001: Britische Formel Renault (Platz 3) - 2002: Britische Formel Renault (Meister) | - 2002: Formel Renault 2.0 Eurocup - 2002: Britischer Porsche Carrera Cup - 2003: Britische Formel 3 (Platz 5) - 2004: Britische Formel 3 (Platz 6) - 2004: Japanische Formel 3 (Platz 15) - 2005: Britische Formel 3 (Platz 13) - 2005: World Series by Renault (Platz 32) - 2006: Britischer Porsche Carrera Cup (Platz 3) | - 2006: Porsche Supercup - 2007: LMS, LMGT2 (Platz 19) - 2007: ALMS, LMP2 (Platz 16) - 2008: Porsche Supercup (Platz 9) - 2008: ALMS, LMP1 (Platz 14) - 2009: A1GP - 2009: LMS, LMP1 (Platz 16) - 2010: LMS, LMP2 (Platz 2) |

### Le-Mans-Ergebnisse
| Jahr | Team           | Fahrzeug              | Teamkollege      | Teamkollege   | Platzierung            | Ausfallgrund    |
| ---- | -------------- | --------------------- | ---------------- | ------------- | ---------------------- | --------------- |
| 2007 | Team LNT       | Panoz Esperante GT-LM | Tom Kimber-Smith | Tommy Milner  | Ausfall                | Getriebeschaden |
| 2009 | Strakka Racing | Ginetta-Zytek GZ09S   | Nick Leventis    | Peter Hardman | Rang 21                |                 |
| 2010 | Strakka Racing | HPD ARX-01c           | Nick Leventis    | Jonny Kane    | Rang 5 und Klassensieg |                 |
| 2011 | Strakka Racing | HPD ARX-01d           | Nick Leventis    | Jonny Kane    | Ausfall                | Unfall          |
| 2012 | Strakka Racing | HPD ARX-03a           | Nick Leventis    | Jonny Kane    | Rang 30                |                 |
| 2013 | Strakka Racing | HPD ARX-03ac          | Nick Leventis    | Jonny Kane    | Rang 6                 |                 |
| 2015 | Strakka Racing | Strakka-Dome S103     | Nick Leventis    | Jonny Kane    | Ausfall                | Kühlerschaden   |
| 2016 | Strakka Racing | Gibson 015S           | Nick Leventis    | Jonny Kane    | Rang 8                 |                 |

### Sebring-Ergebnisse
| Jahr | Team           | Fahrzeug    | Teamkollege   | Teamkollege | Platzierung | Ausfallgrund |
| ---- | -------------- | ----------- | ------------- | ----------- | ----------- | ------------ |
| 2012 | Strakka Racing | HPD ARX-03a | Nick Leventis | Jonny Kane  | Rang 10     |              |

### Einzelergebnisse in der FIA-Langstrecken-Weltmeisterschaft
| Saison | Team           | Rennwagen         | 1   | 2   | 3   | 4   | 5   | 6   | 7   | 8   | 9   |
| ------ | -------------- | ----------------- | --- | --- | --- | --- | --- | --- | --- | --- | --- |
| 2012   | Strakka Racing | HPD ARX-03a       | SEB | SPA | LEM | SIL | SAO | BAH | FUJ | SHA |     |
| 2012   | Strakka Racing | HPD ARX-03a       | 10  | 7   | 30  | 5   | 5   | 3   | 6   | 6   |     |
| 2013   | Strakka Racing | HPD ARX-03c       | SIL | SPA | LEM | SAO | AUS | FUJ | SHA | BAH |     |
| 2013   | Strakka Racing | HPD ARX-03c       | DNF | 7   | 6   |     |     |     |     |     |     |
| 2015   | Strakka Racing | Strakka Dome S103 | SIL | SPA | LEM | NÜR | AUS | FUJ | SHA | BAH |     |
| 2015   | Strakka Racing | Strakka Dome S103 | 8   | 14  | DNF | 13  | 13  | 18  | 26  | 15  |     |
| 2016   | Strakka Racing | Gibson 015S       | SIL | SPA | LEM | NÜR | MEX | AUS | FUJ | SHA | BAH |
| 2016   | Strakka Racing | Gibson 015S       | 9   | DNF | 8   |     |     |     |     |     |     |